# Horne Kirke (Varde Kommune)
 For alternative betydninger, se Horne Kirke. (Se også artikler, som begynder med Horne Kirke)
Horne Kirke er opført i romansk stil, tårnet er nogle hundrede år yngre. Ifølge sagnet er kirken opkaldt efter Horns Rev. Tidligere var Horne Kirke ejet af Teilmann-slægten på herregården Nørholm. På tårnet vajer tranen, som genfindes i slægten Teilmanns våben. På kirkegården står en af de sjældne runesten.
Horne Kirke var indviet til Sankt Laurentius, som i år 258 blev henrettet i Rom. Han blev ifølge overleveringen brændt levende på en rist, derfor er hans symbol også risten. Kirkebygningens ældste dele, koret og skibet, er opført i romansk stil, som blev brugt i perioden 1050-1250. Tårnet er noget yngre og stammer fra senmiddelalderen fra ca. 1300-1500. Våbenhuset blev sandsynligvis opført i midten af 1500-tallet.
Kirken er bygget af store granitkvadre, og den romanske stil er tydelig i de store, rundbuede vinduespartier med mindre glasruder. I første halvdel af 1400-tallet blev der bygget hvælvinger i skibet. De skulle være blevet betalt af en lokal bonde.
Våbenhuset er bygget af munkesten på en sokkel af granitkvadre. Munkesten er af tegl og noget større end mursten.
I kirkegårdsdiget ses store slaggeblokke, der er brugt som sten. Slaggerne stammer fra jernudvindingen af myremalm, som især fandtes i dette område. Det blev udvundet fra 500 f.Kr. til 1600-tallet.

## Nørholm som kirkeejere
I 1700-tallet blev kirken dårligt vedligeholdt, kirkeejeren undskyldte sig med, at det skyldtes Store nordiske Krig (1700-1721), som gav mangel på materialer. Da slægten Teilmann overtog kirken i 1742, kom kirken igen i god stand. I 1887-1888 blev der foretaget en større restaurering, fordi der var opstået revner og forskydninger i murværket. Hele korgavlen måtte nedbrydes og genopføres, og fundamentet blev forstærket. Nogle vinduer var tidligere blevet blændede. De blev nu genåbnede, og kirken fik det udseende, som vi kan se i dag. Ved endnu en restaurering i 1976 blev der lagt gule teglsten på gulvet og fyrretræsbrædder under stolestaderne.
Vindfløjen på tårnet er en trane, og den bliver første gang nævnt i 1862, men den kan være opsat allerede i 1760, da tårnet blev ombygget. Tranen genfindes i slægten Teilmanns våbenskjold og ses også på andre kirker ejet af Nørholms ejere: Ansager, Tistrup og Thorstrup.

## Runestenen
Runestenen på kirkegården stammer fra 900-tallet. Indskriften kan forstås på tre måder: "Tue, (Ravns) ætling, gjorde denne høj" eller "Ravnunge-Tue gjorde denne høj" eller "Raununge-Tue gjorde Thyras høj". Runestenen har ikke altid stået på kirkegården. Tidligere har den pyntet i Nørholms have, og den har været en del af kirkediget. Hvordan stenen er endt i diget, vides ikke med sikkerhed, men arkæologiske udgravninger viser, at Horne-området har været meget rigt og betydningsfuldt. Derfor er det meget forventeligt, at en stormand kunne rejse en runesten her.

## Flere oplysninger om Horne Kirke
Kalkmalerier:
Under restaureringen af kirken i 1888 opdagede man mønstre på hvælvingerne i koret og skibet. Desuden fandt man fire våbenskjold, som formentlig stammede fra begyndelsen af 1500-tallet. På den tid var ribber og buer malet med røde og hvide sparer (felter). Det ene våbenskjold med tre røde roser på hvid baggrund tilhørte sandsynligvis slægten Lange (Munk).
1500-tallets dekorationer var sandsynligvis udført af Liljemesteren, en kunstner, der har udsmykket flere kirker på egnen i perioden 1501-1518: Jerne, Janderup og Tistrup samt flere sønderjyske kirker.
Ingen ved, hvem Liljemesteren var, men han blev kaldt sådan, fordi han ofte brugte liljen i sine dekorationer.I Horne Kirke fandtes også en latinsk indskrift, som fortalte om arbejdet: "Completa est fabrica ista anno domini mdxvii die undecimo decemb" (Dette arbejde er afsluttet i det Herrens år 1517 den 11. december).
Præsten Mads Hansen indberettede i 1687 fire bomærker, der kan opfattes som Liljemesterens signatur. Ifølge samme kilde skulle der også være afbilledet en plov.
Kirkegården:
I kirkediget ser man straks de store slaggeblokke, som stammer fra udvindingen af myremalm. Blokkene ligner hullede, forvredne sten, og de er brugt på samme måde som almindelige marksten til diget.
Indgangene til kirkegården er markeret med store, hvide murpiller (stetter). Stetterne er flere hundrede år gamle, præsten nævner dem i 1689, men de var ret faldefærdige. I 1718 skrev provsten, at de måtte repareres, ellers ville kirkegården ikke have fred for fæfod, dvs. kvæg som frit kunne gå ind på gravene. Lågerne mellem stetterne stammer fra begyndelsen af 1900-tallet.
Sankt Laurentius:
Indtil Reformationen i 1536 afskaffede katolicismen til fordel for den protestantiske kirkeretning, betød helgener meget i dagligdagen. Helgener var historiske personer, som ved deres gode gerninger eller martyrdød havde gjort noget særligt for den kristne tro og andre mennesker. Den katolske kirke bestemte, hvem der blev helgener, og der foregår helgenkåringer den dag i dag.
Der findes helgener for de forskellige håndværk, til at beskytte rejsende, kvinder, handlende mm. og hver helgen har sit eget symbol og sin egen festdag.
Sankt Laurentius døde i Rom i år 258, og han fejres 10. august. Han var diakon i Rom. Byens præfekt beordrede ham til at udlevere kirkens skatte til byen, men Sankt Laurentius samlede alle de syge og fattige foran sig og sagde: "Her er kirkens skatte". Herefter blev Sankt Laurentius henrettet.
Nogle kilder siger, at han blev brændt på en rist, og derfor er hans helgensymbol også en rist, som han holder i hånden. Det er dog mere sandsynligt, at han blev halshugget. Sankt Laurentius blev begravet dér, hvor kirken af samme navn står i dag. Sankt Laurentius er en af de vigtigste helgener for den katolske kirke.